# Howard L. Penman
Howard Latimer Penman OBE (* 10. April 1909; † 15. Oktober 1984) war ein britischer Physiker.
Howard L. Penman arbeitete 1948 an der Rothamsted Experimental Station, England und veröffentlichte seine Arbeit über Evaporation unter dem Titel „Natural evaporation from open water, bare soil and grass“. Er wies darin auf die Bedeutung von Dampfdruckunterschieden zwischen der Oberfläche und der Umgebungsluft hin und stellte seine inzwischen weit verbreitete Näherungsformel dar, die Penman-Formel. John Monteith arbeitete mit ihm zusammen, seine Ergebnisse münden in der Penman-Monteith-Formel, der Methode FAO-56, zur Berechnung der Evapotranspiration. Im Jahr 1962 wurde er zum Fellow der Royal Society gewählt.